# LaVey-i sátánizmus

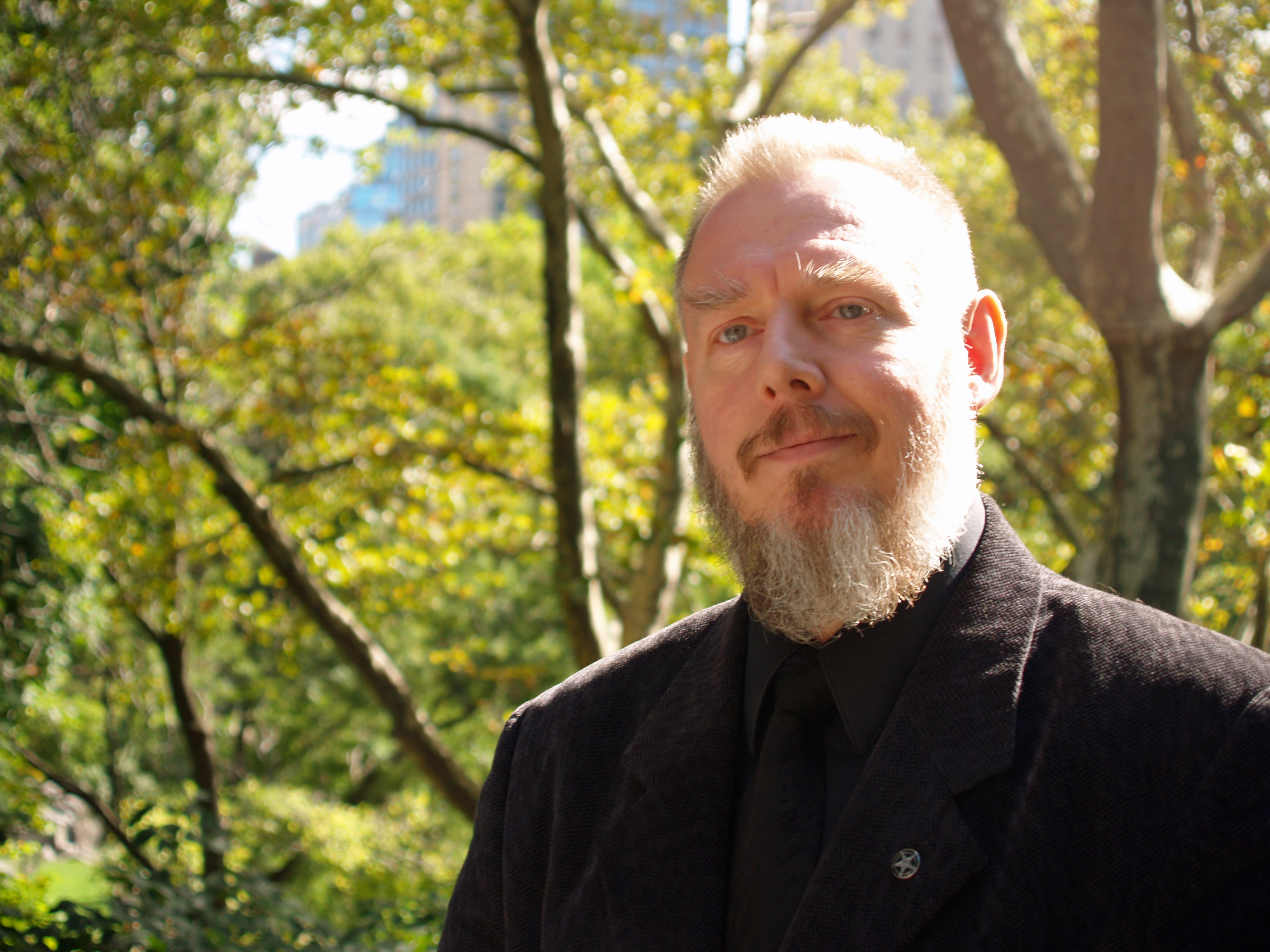
Peter H. Gilmore, a Sátán Egyházának jelenlegi főpapja.

A LaVey-i sátánizmus egy nem teista vallás, amelyet 1966-ban alapított Anton LaVey amerikai okkultista és író. A vallástudósok új vallási mozgalomnak és a nyugati ezotéria egyik formájának minősítették.
LaVey mozgalmát az Egyesült Államok Kalifornia államában alapította meg a Sátán Egyháza Walpurgisnacht-on való 1966-os megalapításával, amelyet az „Első Évnek”, Anno Satanasnak hirdetett – a „Sátán korszakának” első évének. Elképzeléseit nagymértékben befolyásolták Friedrich Nietzsche, Ayn Rand és Arthur Desmond ötletei és írásai. Az egyház LaVey vezetése alatt nőtt, és regionális barlangokat alapítottak szerte az Egyesült Államokban. Ezek közül többen az 1970-es évek elején kiváltak az egyházból, és független sátáni szervezeteket hoztak létre. 1975-ben LaVey eltörölte a barlangrendszert, ami után a LaVeyan Sátánizmus sokkal kevésbé szervezett mozgalommá vált, bár továbbra is nagy hatással voltak rá LaVey írásai. Az elkövetkező években a gyülekezet tagjai elhagyták saját szervezeteiket, szintén LaVey elképzeléseit követve, köztük John Dewey Allee Első Sátán Egyházát és Karla LaVey Első Sátán Egyházát.
A vallás doktrínái, amelyeket LaVey könyvében, a A Sátáni Bibliában kodifikál, a materializmuson alapulnak, elutasítva a természetfeletti lények létezését, a test-lélek dualizmust és a halál utáni életet. A hívek nem hiszik, hogy a Sátán szó szerint létezik, és nem imádják őt. Ehelyett a Sátánt pozitív archetípusnak tekintik, amely a büszkeséget, a testiséget és a megvilágosodást képviseli. Szintén az ábrahámi vallásokkal szembeni dac szimbólumaként tartják számon, amelyet a hívei azért kritizálnak, mert elnyomják az emberiség természetes ösztöneit és bátorítják az irracionalitást. A vallás naturalista világnézetet terjeszt, az emberiséget egy amorális univerzumban élő állatoknak tekintve. Az individualizmuson és egoizmuson alapuló filozófiát hirdeti, párosulva a szociáldarwinizmussal és az egyenjogúság-ellenességgel.
LaVeyan sátánizmusa magában foglalja a mágia gyakorlását, amely két különálló formát ölel fel; kisebb és nagyobb varázslás. A nagyobb mágia a rituális gyakorlat egyik formája, és pszichodramatikus katarzisként szolgál, hogy az ember érzelmi energiáját egy meghatározott célra összpontosítsa. Ezek a rítusok három fő pszicho-érzelmi témán alapulnak: együttérzés (szeretet), pusztítás (gyűlölet) és szex (kéjvágy). A kisebb mágia a manipuláció gyakorlata alkalmazott pszichológia és csillogás (vagy "ravasz és álnokság") segítségével, hogy az egyént vagy a helyzetet az ember akarata szerint hajtsák végre.

## Létrejöttének főbb motívumai

Az alapító LaVey (1996 k.)

A sátánizmus vallásként 1966-ban vált hivatalossá (április 30-án, a történet szerint), amikor is Anton Szandor LaVey az Egyesült Államokban megalapította a Sátán Egyházát (Church of Satan), és az 1969-ben megjelent könyvében, a Sátáni Bibliában pontosan meghatározta a vallás ideológiáját, dogmatikáját és gyakorlatát, amelyek egyértelműen elválasztják a LaVey-i sátánizmust a sátánizmus többi formájától. A sátánizmust hivatalosan önálló vallásnak ismeri el többek közt az Amerikai Egyesült Államok kormánya és hadserege, valamint az Egyesült Királyság hadserege is.

## A sátánista hit

### Filozófiája
A sátánizmus fő különbsége a Jobb Kéz Útját követő vallásoktól (melyek egy rajtuk kívül álló erőnek, vagy magasabb rendű célnak rendelik alá életüket), hogy a sátánisták önnön életük kiteljesítését és saját boldogságukat helyezik mindenek elé. Az egyént tekinti önmaga istenének, olyan független egységnek, mely fölött csakis és kizárólag az egyén maga gyakorolhat bárminemű hatalmat (hacsak az egyén készakarva le nem mond függetlenségéről). A sátánizmus bátorítja követőit, hogy fejlődjenek és „töltsék ki a helyet, ami rendelkezésükre áll”.

#### Alapvető individualizmus
A sátánizmust sokszor mutatják be úgy, hogy a kegyetlenséget, és a felelőtlen viselkedést hirdeti, pedig LaVey ellenezte ezeket. Ez arra vezethető vissza, hogy a sátánizmus az uralkodó kultúrától eltérően nem bélyegzi meg az ösztönöket, indulatokat és a gyűlöletet, mint bűnös cselekedetet. LaVey úgy vélte, hogy mivel ezek is részei az emberi természetnek, elutasításuk egyben az emberi természet megtagadását is jelenti. Épp ezért a sátánistának el kell fogadnia és fel kell használnia ezen képességeit személyisége kiteljesítése, a boldogság elérése érdekében. Az alapvető gondolat Nietzschétől származik, miszerint az egyénnek érvényre kell juttatnia saját függetlenségét, felül kell emelkednie a tömegek hasonlóságán. A sátánisták sokban egyeznek Nietzsche emberfeletti emberével (Übermensch). LaVey kijelentette a következőt:
 „Minden sátánistának van egy »betegsége«, amit úgy hívnak, hogy individualizmus, s melyet ugyanúgy fel kell ismerni, akár az alkoholizmust.”

#### A sátánizmus törvénye
A „lex talionis"(lex/legis=törvény, talio/talionis=visszahatás), a Visszahatás Elve szolgál a sátánizmus alaptörvényéül. LaVey értelmezése szerint ez a következőképp szerepel:„Tégy úgy másokkal, miként ők tesznek veled”.  A sátánizmus azt hirdeti, hogy az egyén csak annak adja szeretetét, aki érdemes rá, aki képes és hajlandó is azt viszonozni. A szeretet elvesztheti igazi értékét, ha mindenki egyaránt részesül belőle. LaVey a keresztényi szeretetből indult ki, s arra a következtetésre jutott, hogy ha az egyén mindenkit egyformán részesít szeretetéből, akkor lealacsonyítja azokat, kiket valóban szeret (azzal, hogy az idegeneket is úgy szereti, mint közeli ismerőseit). Azt vallotta, hogy az egyén csak akkor érezheti át a szeretet igazi valóságát, ha ellentétét, a gyűlöletet is képes átélni. Mivel a sátánista saját maga istene, ő határozza meg, kit részesít szeretetében, s kit gyűlöletében. LaVey úgy érezte, hogy intelligens és erős emberek túl sok időt töltenek el energiavámpírok mellett – ezek azok az emberek, akik folyamatosan csak szívják el a szeretetet és a gondoskodást, az odafigyelést, ellenben semmit sem viszonoznak ebből. Azt tanította, hogy a sátánistáknak minél hamarabb el kell szakadniuk az ilyen emberektől, hogy urai lehessenek saját energiájuknak, életerejüknek.

#### Az élet mint érték
A sátánista számára az élet a legnagyobb érték. Az élet értelmetlen kioltása komoly bűn. Az egyetlen eset, mikor az említett szabály felülíródik, ha a sátánista saját élete és épsége a tét. Az élet tiszteletéből fakad a tény, hogy a sátánista nagy becsben tartja a csecsemőket és az állatokat, mint a világ által meg nem rontott lényeket (bár az állatok megölése szükségszerű, védekezés vagy élelemszerzés céljából). Ugyancsak ez az oka, hogy a sátánista tiszteli mások életét is, mindaddig, míg e tiszteletben ő maga is részesül a másik fél részéről.

#### Egoizmus
A sátánizmust gyakran érte a vád, miszerint az önzést hirdeti. Valóban az egyén érdeke áll a középpontban, de ez még nem  zárja ki a mások segítését. „Ha valakit, aki fontos számodra, boldoggá teszel, az ő boldogsága téged is boldoggá tesz.” – jelenti ki LaVey a Sátáni Bibliában. Ezzel a kijelentéssel átértelmezi az egoizmus fogalmát, mondván, hogy a mások segítése is az egyén egóját táplálja, oly módon, hogy a jótett megelégedéssel tölti el. Ezzel LaVey azt mondja ki, hogy ha valakit az boldogít, hogy másokon segít, akkor (az egyén boldogsága érdekében) teheti azt, sátánista létének tagadása nélkül. LaVey maga az efféle tettet a gyengeség jeleként értelmezte, de úgy vélte, ha az egyént ez boldogítja, akkor elfogadható „hiba” (akárcsak az aszexualitás a nemiség kérdésében).

### A kilenc sátáni kinyilatkoztatás[8]
1. Sátán élvezetet képvisel az önmegtartóztatással szemben.
2. Sátán életet képvisel a szellemi vágyálmokkal szemben.
3. Sátán szeplőtlen bölcsességet képvisel az álszent önámítás helyett.
4. Sátán kedvességet képvisel az arra érdemesekkel szemben, a szeretet hálátlanokra való pazarlása helyett.
5. Sátán bosszúállást képvisel, ahelyett, hogy odafordítanánk a másik orcánkat.
6. Sátán felelősséget képvisel a felelősek iránt, ahelyett, hogy lelki vámpírok aggasszák.
7. Sátán az embert, mint egy, az állatok közül valót képvisel – néha jobb, de többnyire rosszabb a négy lábon járóknál –, aki „istentől való lelki és szellemi fejlődése” révén valamennyi élőlény legveszélyesebbje lett.
8. Sátán a bűnösnek nevezett dolgokat hirdeti, mert ezek vezetnek a testi, szellemi vagy érzelmi kielégüléshez.
9. Sátán az egyház legjobb barátja, hisz az neki köszönheti, hogy még működhet.

### A sátánizmus tizenegy törvénye[9]
A Sátán Egyháza által hirdetett törvények (a földi sátánizmus tizenegy törvénye):
1. Ne adj tanácsot, hacsak meg nem kérnek rá.
2. Ne beszélj a gondjaidról másoknak, hacsak nem vagy biztos, hogy igazán hallani akarják.
3. Más birtokán tanúsíts tiszteletet, különben ne menj oda.
4. Ha birtokodon egy vendég bosszant, kegyetlenül és kímélet nélkül bánj el vele.
5. Ne közeledj senkihez szexuálisan, hacsak nem kapsz erre jelzést.
6. Ne vedd el, ami másé, hacsak nem terhes számára, és könyörög hogy megszabadítsd tőle.
7. Ismerd el a mágia hatalmát, ha sikerrel használtad vágyaid eléréséhez. Ha tagadod a mágia hatalmát, miután hozzá fordultál, elveszíted mindazt, mit általa szereztél.
8. Ne panaszkodj olyasmiért, aminek nem kellene alávetned magad.
9. Ne árts kisgyermekeknek.
10. Ne ölj nem-emberi állatot, hacsak rád nem támad, vagy élelemre nincs szükséged.
11. Ha nyílt területen jársz, ne háborgass senkit. Ha téged háborgat valaki, kérd meg, hogy hagyja abba. Ha nem fejezi be, bánj el vele!

### A kilenc sátáni bűn[10]
1. Ostobaság: a legfőbb bűn, mely ugyanakkor nem jár fájdalommal. Az egyén célja nem a társadalom-hirdette ideálok hajszolása kell legyen, hanem saját életének tudatos kiteljesítése.
2. Pózolás: az üres pózolás irritáló dolog, mindenkit nagy embernek állít be, akár azok, akár nem.
3. Szolipszizmus: veszélyes, ha az egyén elvárja másoktól, hogy akként viseltessenek iránta, miként azt ő természetesnek véli. "Tégy úgy másokkal, miként ők tesznek veled!" – mondja a sátánizmus törvénye.
4. Önámítás
5. Csordaszellem: helyes tett, ha az egyén igazodik egy másik emberhez, ha annak a vágyai, céljai számára is megfelelők. Együttesen nagyobb valószínűséggel érvényesítik azokat. Ellenben ha csak sodródik az árral, és hagyja, hogy egy számára ellenséges vélemény irányítsa, a sátánista szemében nem több egyszerű állatnál. A kulcs, hogy jól válasszon mestert (vagy társat), és ne hagyja magát rabszolgaságba taszíttatni.
6. Szűklátókörűség: egy sátánistának soha nem szabad elfelednie, hogy másként gondolkodik és tevékenykedik, mint a többi ember. Szükséges, hogy átlássa a teljes képet, s azt, hogy ő abban milyen szerepet tölt be. Ez a sátáni mágia egyik fontos eleme.
7. A múlt feledése: A modern korban gyakori jelenség, hogy a rég érvényben levő igazságokat újdonságként tárják a köz elé. A cél, hogy a jelen emberét magasztalják, elfeledve a történelem nagyjait. Egy sátánistának át kell látnia az ilyen megtévesztésen.
8. Önromboló büszkeség: a fontos az első szó. A büszkeség helyénvaló dolog, mindaddig, míg az egyén képes beismerni tévedéseit.
9. Az esztétika hiánya: fontos, hogy az egyén képes (és hajlandó) legyen meglátni és felismerni a szépet.[11] A szép mint fogalom körvonalazása többnyire az egyéntől függ, de vannak olyan egyetemesen megnyugtató és harmonikus összeállítások, amik természetüknél fogva tetszetősek az ember számára (C. G. Jung terminológiájával élve, a kollektív tudattalan részei). Az esztétika az Alsóbbrendű Mágia legfontosabb eszköze.

## A sátánizmus a társadalomban

### Alapvető tudnivalók
A sátánisták nem folytatnak hittérítést, a függetlenséget hirdető filozófia következményeként a leendő sátánistának egyedül kell megtalálnia hitét.

### Lex talionis
A Sátán Egyháza nem hirdeti a törvények önkényes áthágását, sem a bűnözést, bár némely esetek, mint a megtorló tettek (testi sértés, esetleg emberi élet kioltása) nincsenek nyíltan megtiltva. Ez azt jelenti, hogy az önkényes gyilkosság vagy testi sértés tiltott, de ha a sátánistát egy személy bántalmazza avagy megpróbálja megölni, ő a lex talionis értelmében hasonlóképp megtorolhatja a tettet. A nyilvánvalóan tiltott tettek közé tartozik a tolvajlás és a csecsemők bántalmazása.

### Emberáldozat
Az élet tiszteletéből fakadóan a sátánista soha nem hajt végre emberáldozatot. Hasonló szabály vonatkozik az állatáldozatokra is. A sátáni rítusban szigorúan tilos állatot vagy csecsemőt feláldozni (bántalmazni) a varázslás segítésére (vagy bármilyen más célból).
A Sátáni Bibliában LaVey bevezeti a „szimbolikus emberáldozat” fogalmát. Ez nem jelenti, hogy gyakorlatilag bármilyen módon kárt okoznának egy személynek a rítus során (mivel ez a személy nem is vehet részt a rítuson). Mindössze annyit jelent, hogy a rítus folyamán átkot bocsátanak egy személyre, vagy elpusztítanak egy tárgyat, mely őt jelképezi (baba vagy kép).

### Jelképei

Baphomet-pecsét, A Sátán Egyházának jelképe

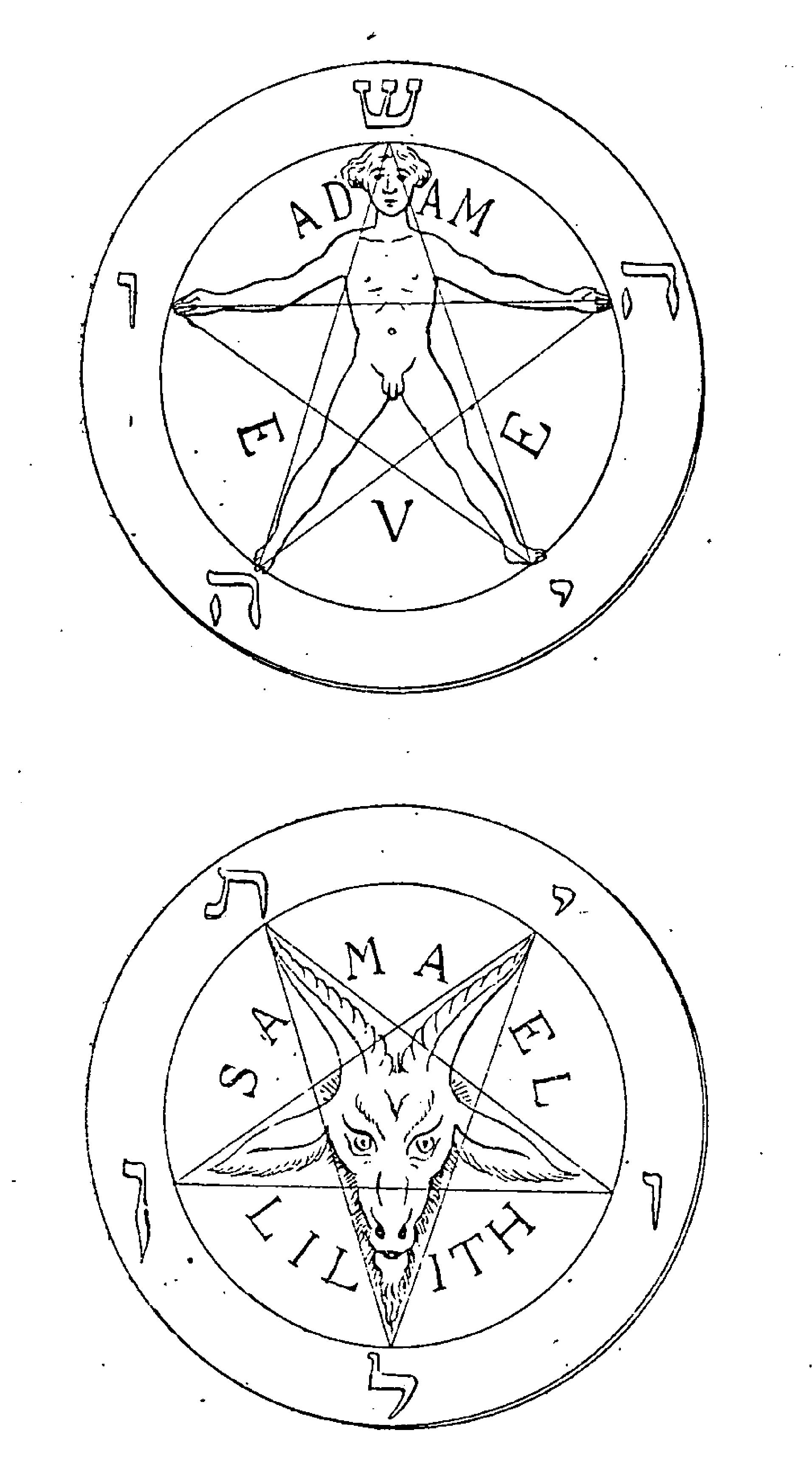
Pentagrammák a La Clef de la Magie Noire című könyvből

A Sátán Egyházának jelképe az ún. Baphomet-pecsét, mely két koncentrikus körből, és a beléjük írt lefele fordított pentagrammából tevődik össze. A pentagrammában egy kecskefej áll, mely egyaránt utal a kereszténység ördögeire és a görög mitológiára. A két kör között szerepel a Leviatán név, héber betűkkel (LVYTN). A jelkép eredete Stanislas de Guaita La Clef de la Magie Noire (1897) című könyvéig vezethető vissza, melyben szerepelt ez a jelkép (bár még szerepelt benne a SAMAEL és LILITH név is – utóbbi a gonosz ősanyja).
A szimbólum jelentését tekintve összetett, részei kiegészítik és erősítik egymást. A lefele mutató pentagramma és a kosfej egyszerre fejezi ki az egyházakkal (keresztény/zsidó/iszlám) való szembenállását és az élet élvezetét. A pentagramma egyfelől az okkulthoz való vonzódásra és az ún. feketemágia használatára utal. A felfele mutató pentagramma a szellemi magasságok iránti vágyat jelképezi, így fordított párja kifejezi az érzéki örömök előtérbe helyezését a sátánizmuson belül. A kecskefej a démoni utalás (bővebben ld. Sátán) mellett utal az ókori görög mitológia szatírjaira (félig kecske, félig ember lény), akik Dionüszosz (vagy Pán) kísérői, az érzéki élet megszemélyesítői.
A köztudatban (a Jelenések könyve nyomán) a Sátán száma a 666, a LaVey-i sátánisták szerint azonban a 9, mert ez az ego száma, amely minden szorzata esetén visszatér, a számjegyeket összeadva.

## A név, mint„sátánizmus”

### A név eredeti jelentése és története
Az -izmus szó jelentése „elv”, „tan”. A „Sátán” szó héber eredetű, és ellenfelet, vádlót jelent. A keresztény, zsidó és iszlám mitológiában jelenik meg, mint Isten (Jahve avagy Allah) ellenfele. Tehát a sátánizmus nagyjából sátáni elv(tan)-ként fordítható.

### A névválasztás okai
A sátánisták nem imádják a Bibliában szereplő Sátánt, aki Isten ellentéte és ellenfele. A sátánisták gyakorlatilag szkeptikus ateisták, akik szembenállnak minden, a Jobb Kéz Útját követő vallással, különösképp a kereszténységgel és judaizmussal, ezt jelzi a Sátán nevének nyílt használata is. A név ugyanakkor szoros összefüggésbe került az okkult tudományokkal (ld. inkvizíció, boszorkányüldözés), így jelzi, hogy a sátánizmus is erősen kötődik az okkulthoz, a mágiához.
A felsorolt racionális okok mellett egy pszichológiai ok is létezik. Sátán nevének említése, vagy a hozzá köthető dolgoké önkéntelenül visszatetszést (esetleg félelmet) kelt a keresztény kultúrában nevelkedettekben. Így a név már önmagában kulcs a megértéshez; az objektív vizsgálathoz szükséges, hogy az egyén elvonatkoztasson a kulturális hatásoktól.

### Sátánizmus és nem humanizmus
LaVey a Sátáni Bibliában kifejti, hogy miért nem hívják egyszerűen humanizmusnak (esetleg egoizmusnak) a sátánizmust, annak ellenére, hogy ez is az egyén fontosságát hangsúlyozza (ld. reneszánsz/humanizmus). Legfőbb érve, hogy a humanizmus nem vallás, míg a sátánizmus egyértelműen az, rendelkezik dogmatikával és rítussal. LaVey szerint „a dogma szükséges" ahhoz, hogy az egyén érzelmileg is elfogadhassa azt, mit már észérvek alapján elfogadott. A dogma és a ceremónia szolgáltatja a fantáziát az említett érzelmi elfogadáshoz.

## Lásd még
- A Sátán Egyháza
- Sátán
- Sátánizmus
- teista sátánizmus

### Anton LaVey könyvei
- Burton H. Wolfe;  Anton Szandor LaVey. The Satanic Bible. New York, N.Y: Avon (1977). ISBN 0-380-01539-0
- Anton Szandor LaVey. The Satanic Rituals. New York, N.Y: Avon. ISBN 0-380-01392-4
- Peggy Nadramia; Anton Szandor LaVey. The Satanic Witch. Venice, Calif: Feral House. ISBN 0-922915-84-9
- Anton Szandor LaVey. The Devil's Notebook. Venice, Calif: Feral House (1992). ISBN 0-922915-11-3
- Marilyn Manson; Anton Szandor LaVey. Satan Speaks!. Venice, Calif: Feral House. ISBN 0-922915-66-0